# Jurij Vega
Jurij Bartolomej Vega, in tedesco Georg Freiherr von Vega (Zagorica, 23 marzo 1754 – Vienna, 26 settembre 1802), è stato un matematico sloveno.

## Biografia
Nato nel 1754 in una famiglia contadina, dal 1767 frequentò le scuole superiori a Lubiana, dove fu allievo di Anton Tomaž Linhart. Completò gli studi nel 1773, ottenendo un diploma di ingegneria navale. Il Tentamen philosophicum, un elenco di problemi da risolvere per superare l'esame finale, è conservato dalla Libreria Matematica di Lubiana. Comprendeva argomenti di logica, algebra, metafisica, geometria, trigonometria, geodesia, stereometria, balistica e fisica.
Nel 1780 lasciò Lubiana per prestare il servizio militare a Vienna, dove fu nominato professore di matematica alla Scuola di Artiglieria. All'età di 33 anni sposò Josefa Svoboda, una cecoslovacca di famiglia nobile di 16 anni.
Partecipò a diverse campagne militari. Nel 1789, agli ordini di Ernst Gideon von Laudon, prese parte all'assedio di Belgrado, occupata dai Turchi. Comandante di una batteria di mortai, contribuì notevolmente alla caduta della città. Dal 1793 al 1797 combatté contro i rivoluzionari francesi con la coalizione europea, guidata dagli austriaci, in varie battaglie in Germania. Nel 1795 fece costruire su suo progetto due mortai a base conica con proiettili da 14 kg e gittata di 3300 metri, il doppio dei mortai precedenti che avevano una gittata di soli 1800 metri.
In settembre del 1802 fu dato per disperso, e dopo alcuni giorni di ricerche fu trovato morto. Le circostanze della morte non furono accertate, ma si ritiene che morì il 26 settembre a Nußdorf, un distretto di Vienna sulle rive del Danubio. Alcuni indizi portarono a sospettare della sua uccisione, per ragioni sconosciute, un mugnaio locale, in quanto una bussola appartenente a Vega fu trovata nel suo mulino un anno dopo la morte.

## Contributi matematici
Nel 1783 Vega pubblicò una tavola di logaritmi in base 10, Logatithmentafeln, in due volumi.
Nel 1789 calcolò pi greco con 140 decimali (126 cifre si dimostrarono corrette), stabilendo un record che durò oltre cinquant'anni (fu superato nel 1841).

Per il calcolo usò la formula:
{\displaystyle {\pi  \over 4}=5\arctan \left({1 \over 7}\right)+2\arctan \left({3 \over 79}\right)\;}, più convergente della formula di Machin: {\displaystyle {\pi  \over 4}=4\arctan \left({1 \over 5}\right)-\arctan \left({1 \over 239}\right)}  usata fino ad allora.

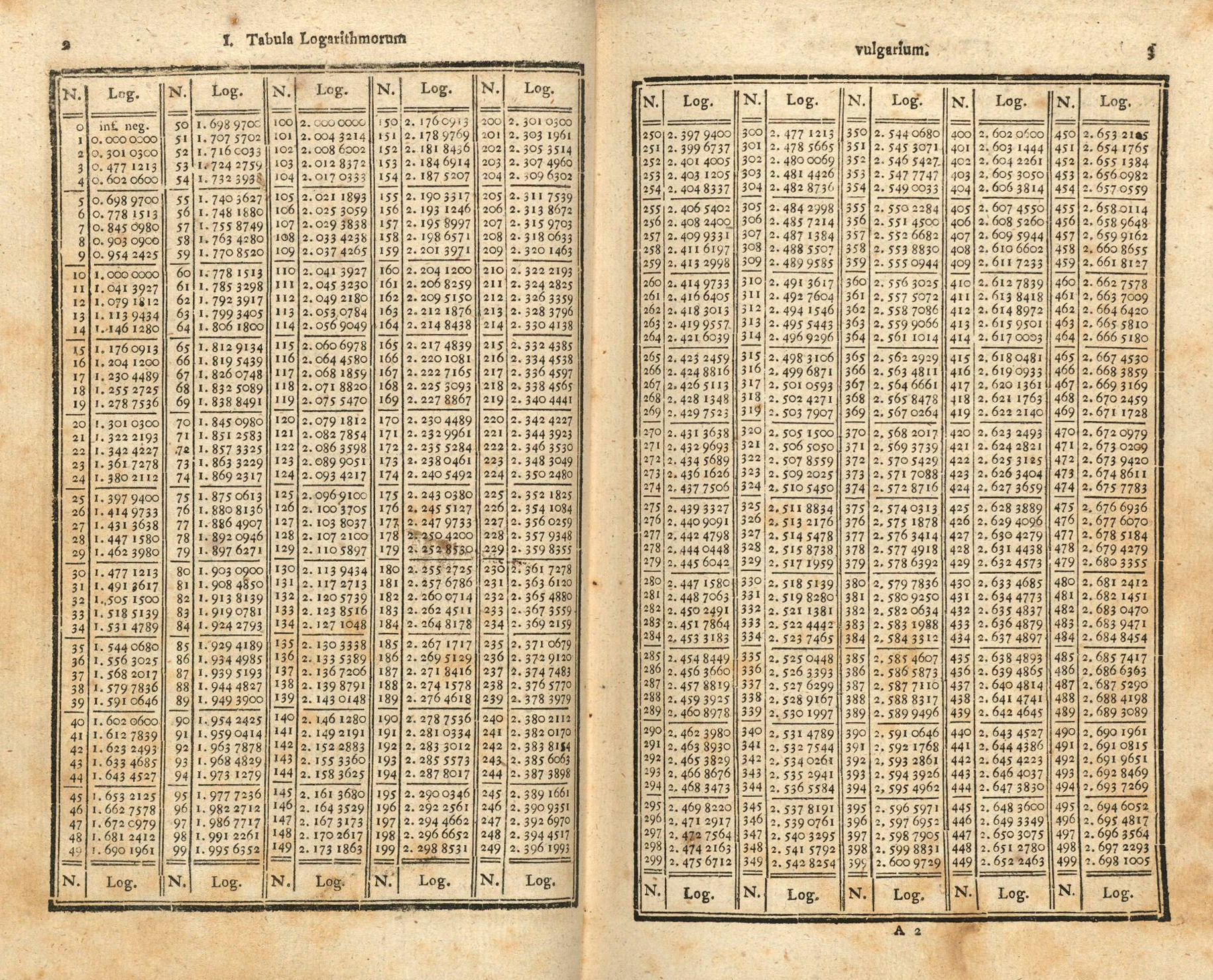
"Tabula logarithmorum vulgarium", 1797

Nel 1794 pubblicò a Lipsia la sua opera più importante, il Thesaurus Logarithmorum Completus, coi logaritmi dei numeri da 1 a 100.000 con 7 cifre decimali. Vega riteneva che sette decimali fossero un compromesso ideale tra l'alta precisione e il noioso lavoro di interpolazione necessario con più decimali per trovare i valori intermedi. Nel 1856 fu edito a Berlino il Vega-Bremiker, un manuale con tavole logaritmiche e trigonometriche tradotto in molte lingue, che ebbe oltre 100 edizioni e fu la base per i calcoli trigonometrici fino all'avvento del calcolatore elettronico.
Nel 1782 pubblicò il primo volume del testo Vorlesungen über die Mathematik (Lezioni di matematica). I volumi II, III e IV seguirono rispettivamente nel 1784, 1788 e 1800.
Nel 1781 Vega propose al governo asburgico l'introduzione del sistema metrico decimale, ma l'idea non venne accettata. Bisognerà attendere il 1871, sotto l'imperatore Francesco Giuseppe, perché questo nuovo sistema di misure venga introdotto nell'Impero Asburgico.

## Onorificenze
Nel 1796 gli fu conferito dal governo asburgico l'Ordine di Maria Teresa.
Nel 1800 gli fu attribuito il titolo ereditario di Barone.
La Slovenia ha emesso una banconota da 50 Tolar che lo rappresenta.
L'asteroide 14966 Jurijvega, scoperto nel 1997, porta il suo nome.
Il cratere lunare Vega, posto nel Mare Australis (45,4° S - 63,4° E), del diametro di 76 km, porta il suo nome.